# Teknikens värld
Teknikens Värld är en svensk biltidning, utgiven av Expressen Lifestyle. Tidskriften innehåller främst nyheter om bilar och test av modeller ur varierande prisklasser. Tidningen ges ut två gånger i månaden. Teknikens Värld blev känd utanför landets gränser när de vid älgtestet visade småbilen Mercedes A-Klass vältbenägenhet den 21 oktober 1997. Chefredaktören heter för närvarande Per-Erik Sundström.
Tidningen har utgivits sedan 1948 och handlade fram till 1970-talet om all möjlig teknik, inte bara bilar.
Förutom tidningen Teknikens Värld har man även utgåvorna Alla Bilar, Stora Begbilboken och Klassiska Bilar samt tidigare Alla Båtar. Stora Begbilboken hette tidigare Stora Begboken men bytte namn 2008 då Bilprovningen var delaktig i den årliga utgåvan (samarbetet upphörde dock efter endast två utgåvor). Utgåvan ersatte den tidigare Bilar - starka sidor & svaga punkter som Bilprovningen gav ut tillsammans med Konsumentverket åren 1992 - 2006 och som i sin tur efterträdde Bilens svaga punkter som Bilprovningen utgav åren 1966 - 1991.
Tidningen blev TV-program på Kanal 5 under åren 1995-1997. Programledare då var Mikael Vilkas och Anette Svensson. Programmet var en föregångare till Motorjournalen. Sedan 2008 är Teknikens Värld åter på TV. Denna gång använder man den egna redaktionen som programledare. Programmet visas i TV8.

## Chefredaktör
- Sven Broman
- Calle Carlqvist 1995-2004
- Daniel Frodin 2004-2018
- Marcus Engström 2018-2024
- Per-Erik Sundström 2024